# Лонг Бранч (Пенсилванија)
Лонг Бранч (енгл. Long Branch) град је у америчкој савезној држави Пенсилванија.

## Демографија
По попису из 2010. године број становника је 447, што је 92 (-17,1%) становника мање него 2000. године.
| Група             | 2000.       | 2010.       |
| Белци             | 524 (97,2%) | 442 (98,9%) |
| Афроамериканци    | 9 (1,7%)    | 3 (0,7%)    |
| Азијати           | 0 (0,0%)    | 0 (0,0%)    |
| Хиспаноамериканци | 2 (0,4%)    | 0 (0,0%)    |
| Укупно            | 539         | 447         |